# Holbeach Marsh
Holbeach Marsh är en sumpmark i Storbritannien.   Den ligger i riksdelen England, i den sydöstra delen av landet, 150 km norr om huvudstaden London.